# Szubantarktikus medvefóka
A szubantarktikus medvefóka (Arctocephalus tropicalis) az emlősök (Mammalia) osztályának ragadozók (Carnivora) rendjébe, ezen belül a fülesfókafélék (Otariidae) családjába tartozó faj.

## Előfordulása
A legnagyobb állományuk a Gough-szigeten, Prince Edward-szigetén és Amszterdam-szigetén van. De sok kisebb szigeten is megtalálhatóak.

## Megjelenése
Közepes méretű fókafaj. A hímek nagyobbak mint a nőstények, testsúlyuk elérheti akár a 140 kilogrammot is, a nőstényeké 50 kilogramm. A hímek hossza 1,5-2 méter, a nőstényeké pedig 1,2-1,4 méter között változhat. A hátoldala sötétszürke, hasuk és arcuk pedig világosbarna színű.

## Életmódja
Ragadozó állat. A fő táplálékai a krill és különböző halfajták, de olykor pingvineket és egyéb madarakat is elfogyaszt.